# Seeds of Time
Seeds of Time est un album du Dave Holland Quintet.

## Description
Seeds of Time est le deuxième album du quintet de Dave Holland après Jumpin' In et présente les mêmes musiciens à l’exception du batteur, ici Marvin Smitty Smith.

## Titres
1. Uhren (Coleman) (4:53)
2. Homecoming (Holland) (6:01)
3. Perspicuity (Hammond) (3:42)
4. Celebration (Priester) (5:11)
5. World Protection Blues (Hammond) (7:00)
6. Gridlock (Opus 8) (Coleman) (8:23)
7. Walk-a-way (Holland) (3:55)
8. The Good Doctor (Wheeler) (5:54)
9. Double Vision (Holland) (7:09)

## Musiciens
- Dave Holland – Basse
- Steve Coleman – Saxophone Alto, Soprano et flûte
- Julian Priester – Trombone
- Kenny Wheeler – Trompette
- Marvin Smitty Smith – Batterie